# Youri Roulaux
Youri Willem Nick Roulaux (Veldhoven, 19 mei 1999) is een Nederlandse voetballer die dienstdoet als doelman. Hij debuteerde op 6 oktober 2017 in het betaald voetbal als speler van Jong PSV.

## Carrière
Roulaux speelde tot en met de E-pupillen in de jeugd van RKVV Waalre en ging daarna spelen voor VV UNA. Hij werd in 2013 opgenomen in de jeugdopleiding van PSV. Hier sloot hij aan bij de B-junioren. Roulaux maakte op 6 oktober 2017 zijn debuut in het betaald voetbal. Hij speelde die dag met Jong PSV een wedstrijd in de Eerste divisie, thuis tegen Jong AZ (1–2 verlies).
Zijn contract dat liep tot aan de zomer van 2020 werd niet verlengd, waarna hij transfervrij vertrok bij PSV.

## Clubstatistieken
| Seizoen     | Club        | Competitie     | Competitie | Competitie | Beker | Beker | Internationaal | Internationaal | Totaal | Totaal |
| Seizoen     | Club        | Competitie     | Wed.       | Dlp.       | Wed.  | Dlp.  | Wed.           | Dlp.           | Wed.   | Dlp.   |
| ----------- | ----------- | -------------- | ---------- | ---------- | ----- | ----- | -------------- | -------------- | ------ | ------ |
| 2017/18     | Jong PSV    | Eerste divisie | 1          | 0          | 0     | 0     | —              | —              | 1      | 0      |
| 2018/19     | Jong PSV    | Eerste divisie | 12         | 0          | 0     | 0     | —              | —              | 12     | 0      |
| 2019/20     | Jong PSV    | Eerste divisie | 2          | 0          | 0     | 0     | —              | —              | 2      | 0      |
| Club totaal | Club totaal | Club totaal    | 15         | 0          | 0     | 0     | 0              | 0              | 15     | 0      |

Bijgewerkt t/m 5 oktober 2019
1 Bucker ·
4 Koglin ·
5 Jansen ·
6 Spieringhs ·
7 Razak ·
8 Müller ·
9 Çukur ·
10 Schwirten ·
11 Griffith ·
13 Röseler ·
14 Breij ·
15 Beerten ·
16 Treichel ·
17 Džepar ·
18 Köther ·
20 Leijten ·
21 Kongolo  ·
22 Kruiver ·
23 Steins ·
24 Boti ·
26 El Meliani ·
27 Bangura ·
30 Van Hemelryck ·
31 Maiorano ·
32 Moro ·
33 Timmermans ·
34 Veendorp ·
35 Doulashi ·
47 Seedorf ·
52 El Maach ·
72 Vancsa ·
77 Sejdiu ·
97 Baeten ·
Coach: Sibum
· Assistent-coach: Henkens
· Assistent-coach: Luijpers
· Keeperstrainer: Telgenkamp